# 大田卓司
大田 卓司（おおた たくじ、1951年3月1日 - ）は、大分県津久見市出身の元プロ野球選手（外野手）・コーチ・監督、解説者・評論家。

## 経歴
生家はみかん果樹園も経営していた兼業農家。男ばかり4兄弟の三男として育つ。津久見市立第一中学校入学後に野球部に入って本格的に野球を始める。最初は三塁手だったが、後に（本人曰く「監督にやめさせられて」）外野手に配置転換される。
津久見高校では通算打率.420・17本塁打をマークし、遠投が100m、走力は100m12秒台と強打、強肩、俊足の三拍子揃った選手であった。同学年の大島康徳（中津工業）、詫摩和文（鹿児島照国高校）と共に「九州三羽がらす」とも称された。
2年次の1967年、左翼手として春の選抜に出場。吉良修一の好投もあって決勝に進出し、延長12回の熱戦の末、弘田澄男のいた高知高校を2-1で降し初優勝を飾った。3年次の1968年には夏の甲子園で主将・中堅手として出場し、エース・石井吉左衛門（鐘淵化学）を擁して3回戦に進出するが、盛岡第一高校に敗れる。
同年のドラフトで西鉄ライオンズから9位で指名される。下位指名だったこともあり、最初は好条件で誘ってくれた大学への進学も考えたが、長兄が野球の特待生として東京の大学に進学しながら、そのつらさから中退したことを見ていることも考えて「何位だろうと同じ、プロは入ってからが勝負」と思い直して西鉄に入団。2年目の1970年から徐々に起用される。1972年に頭角を現わし、外野手として65試合に先発出場して12本塁打を放つ。1975年には江藤慎一選手兼任監督と合わず二軍暮らしを余儀なくされるが、1976年には開幕から3番・指名打者に起用される。同年は初めて規定打席（17位、打率.270）に達し、4年ぶりの2桁で初の20本台となる23本塁打を放つ。同年はオールスター初出場を果たし、ベストナイン（指名打者）にも初選出された。
1980年からは田淵幸一が指名打者に定着したため、外野手も兼ねて出場。小柄な体格ながら「必殺仕事人」の異名を取る勝負強い打撃で、東尾修と共に弱小時代から黄金時代に至るまでのライオンズを支え続けた。
1982年には春季キャンプ2日目に左足を痛めて早退し、広岡達朗監督に就任早々「彼は落伍者です」の烙印を押され腐りかけたが、開幕後は5月に自身唯一の月間MVPを獲得。同年のリーグ前期制覇、日本ハムとのプレーオフ、中日との日本シリーズ制覇には多大の貢献を成した。特にプレーオフ第1・2戦においては日本ハムの抑えの切り札・江夏豊から2日連続で勝ち越し適時打を放つなど活躍し、プレーオフMVPを獲得。1983年には2度目の規定打席（11位、打率.297）に達し、巨人との日本シリーズではMVPに輝いた。
1986年引退。引退の旨を当時の球団管理部長の根本陸夫には伝えていたが、根本がそれを当時のオーナーの堤義明に伝えると「大田は代打要員として来年も残せ」と返事が返ってきたこともあり、また本人によると、横浜大洋ホエールズへのトレードの可能性もあったということで引退発表が遅れ、発表は11月までずれ込んだ。
引退後はフジテレビ「ナイター中継/野球中継&プロ野球ニュース」・文化放送「ライオンズナイター」野球解説者（1987年 - 1989年）を経て、福岡ダイエーホークス一軍打撃コーチ（1990年 - 1995年）を務め、吉永幸一郎・浜名千広・村松有人・小久保裕紀を育てた。1996年からは関東地区担当スカウトとして井口資仁・松中信彦らの入団に尽力し、退団後は西日本スポーツ野球評論家となる。
2004年には台湾に渡り、CPBL・La Newベアーズ監督に就任。投手コーチはライオンズ時代の同僚である加藤初が務めたが、前期のみで退任して帰国。
帰国後は再び西日本スポーツ野球評論家（2005年 - 2006年）を経て、2007年には韓国に渡り、韓国プロ野球・SKワイバーンズ一軍打撃コーチを務めた。
帰国後は2008年から東京ヤクルトスワローズ一軍打撃コーチに就任するが、首痛を患ったことで4月20日より土橋勝征と入れ替わって二軍担当となり、2009年はそのまま二軍打撃コーチに就任。2010年5月17日には一軍の打撃不振解消のため、一軍担当に昇格することを要請されたが、体調不良を理由に固辞。その後一軍には5月23日に伊勢孝夫打撃アドバイザーが加入し、8月1日から一・二軍巡回打撃コーチに正式就任。同年退団。

## エピソード
- 無口な性格で、ベンチでもほとんど声を発することがなかった。ある日、西武に移籍してきた野村克也が「なんで物言わんのや?」と大田に尋ねたところ、大田は「物言うたら疲れるんです」と答えたという[要出典]。
- 1984年のアメリカ・メサキャンプで、広岡監督の「禁酒・禁煙」方針にもかかわらずビールを飲んでいたことがある。[要出典]
- ガムが好きで、ベンチでガムを噛んでいる姿がよく見られた。[要出典]
- 年末年始に多く放送されたプロ野球選手出演のバラエティ番組では、テレサ・テンの『時の流れに身をまかせ』を歌った。また、フジテレビの解説者時代は正月特番『大相撲部屋別対抗歌合戦』（大相撲力士による歌番組）で審査員を務めたことがある。[要出典]
- 1977年のドラフト会議で大田自身が所属していたクラウンライターライオンズから1位指名されながら入団を拒否した江川卓については「彼が入団していればライオンズは西武に身売りされることなく博多に居続けていただろうと、馬鹿野郎と思った」と話し、そういったこともあって1983年に巨人との日本シリーズで江川と対戦した時には「燃えた」と振り返っている[7]。
- プロ8年目の1976年にオールスター初出場したが、その時の選手紹介では12球団で年俸が一番安い3番打者であるとアナウンスされた[8]。当時の大田の年俸は300万円だったという[8]。

## 詳細情報

### 年度別打撃成績
| 年 度      | 球 団                     | 試 合 | 打 席 | 打 数 | 得 点 | 安 打 | 二 塁 打 | 三 塁 打 | 本 塁 打 | 塁 打 | 打 点 | 盗 塁 | 盗 塁 死 | 犠 打 | 犠 飛 | 四 球 | 敬 遠 | 死 球 | 三 振 | 併 殺 打 | 打 率 | 出 塁 率 | 長 打 率 | O P S |
| ---------- | ------------------------- | ----- | ----- | ----- | ----- | ----- | -------- | -------- | -------- | ----- | ----- | ----- | -------- | ----- | ----- | ----- | ----- | ----- | ----- | -------- | ----- | -------- | -------- | ----- |
| 1969       | 西鉄 太平洋 クラウン 西武 | 2     | 2     | 2     | 0     | 0     | 0        | 0        | 0        | 0     | 0     | 0     | 0        | 0     | 0     | 0     | 0     | 0     | 1     | 0        | .000  | .000     | .000     | .000  |
| 1970       | 西鉄 太平洋 クラウン 西武 | 23    | 53    | 49    | 5     | 12    | 3        | 0        | 1        | 18    | 2     | 0     | 1        | 1     | 1     | 2     | 0     | 0     | 10    | 0        | .245  | .269     | .367     | .636  |
| 1971       | 西鉄 太平洋 クラウン 西武 | 51    | 97    | 92    | 7     | 23    | 2        | 0        | 1        | 28    | 4     | 0     | 1        | 0     | 2     | 3     | 0     | 0     | 26    | 2        | .250  | .268     | .304     | .572  |
| 1972       | 西鉄 太平洋 クラウン 西武 | 99    | 286   | 268   | 30    | 67    | 11       | 2        | 12       | 118   | 36    | 3     | 5        | 2     | 2     | 12    | 0     | 2     | 55    | 5        | .250  | .285     | .440     | .725  |
| 1973       | 西鉄 太平洋 クラウン 西武 | 82    | 131   | 119   | 11    | 27    | 4        | 0        | 3        | 40    | 21    | 3     | 1        | 0     | 3     | 7     | 2     | 2     | 25    | 1        | .227  | .275     | .336     | .611  |
| 1974       | 西鉄 太平洋 クラウン 西武 | 49    | 73    | 61    | 8     | 18    | 3        | 1        | 2        | 29    | 9     | 2     | 2        | 0     | 1     | 10    | 0     | 1     | 13    | 1        | .295  | .397     | .475     | .872  |
| 1975       | 西鉄 太平洋 クラウン 西武 | 43    | 87    | 76    | 11    | 21    | 3        | 1        | 5        | 41    | 21    | 1     | 0        | 1     | 2     | 8     | 0     | 0     | 8     | 2        | .276  | .337     | .539     | .876  |
| 1976       | 西鉄 太平洋 クラウン 西武 | 118   | 461   | 422   | 51    | 114   | 9        | 1        | 23       | 194   | 68    | 6     | 3        | 6     | 6     | 23    | 0     | 4     | 52    | 15       | .270  | .310     | .460     | .770  |
| 1977       | 西鉄 太平洋 クラウン 西武 | 96    | 292   | 273   | 30    | 72    | 6        | 0        | 13       | 117   | 40    | 5     | 1        | 2     | 3     | 13    | 1     | 1     | 41    | 8        | .264  | .297     | .429     | .726  |
| 1978       | 西鉄 太平洋 クラウン 西武 | 74    | 122   | 111   | 9     | 36    | 4        | 0        | 2        | 46    | 18    | 0     | 2        | 1     | 2     | 8     | 1     | 0     | 14    | 3        | .324  | .364     | .414     | .778  |
| 1979       | 西鉄 太平洋 クラウン 西武 | 91    | 236   | 216   | 31    | 58    | 16       | 1        | 14       | 118   | 38    | 0     | 0        | 0     | 2     | 16    | 2     | 2     | 21    | 6        | .269  | .322     | .546     | .868  |
| 1980       | 西鉄 太平洋 クラウン 西武 | 86    | 233   | 207   | 34    | 58    | 6        | 1        | 12       | 102   | 42    | 0     | 1        | 3     | 2     | 17    | 0     | 4     | 29    | 7        | .280  | .343     | .493     | .836  |
| 1981       | 西鉄 太平洋 クラウン 西武 | 100   | 366   | 332   | 53    | 92    | 15       | 0        | 24       | 179   | 64    | 3     | 1        | 0     | 5     | 26    | 1     | 3     | 25    | 12       | .277  | .331     | .539     | .870  |
| 1982       | 西鉄 太平洋 クラウン 西武 | 106   | 359   | 319   | 41    | 89    | 12       | 0        | 17       | 152   | 58    | 0     | 0        | 1     | 6     | 27    | 3     | 6     | 42    | 12       | .279  | .341     | .476     | .817  |
| 1983       | 西鉄 太平洋 クラウン 西武 | 105   | 417   | 397   | 55    | 118   | 18       | 2        | 20       | 200   | 67    | 1     | 1        | 0     | 2     | 14    | 4     | 4     | 29    | 12       | .297  | .326     | .504     | .830  |
| 1984       | 西鉄 太平洋 クラウン 西武 | 42    | 151   | 141   | 19    | 29    | 3        | 2        | 5        | 51    | 16    | 0     | 1        | 0     | 1     | 7     | 0     | 2     | 7     | 15       | .206  | .252     | .362     | .614  |
| 1985       | 西鉄 太平洋 クラウン 西武 | 88    | 240   | 221   | 27    | 53    | 9        | 0        | 10       | 92    | 38    | 0     | 0        | 0     | 3     | 16    | 0     | 0     | 17    | 11       | .240  | .288     | .416     | .704  |
| 1986       | 西鉄 太平洋 クラウン 西武 | 59    | 159   | 153   | 14    | 36    | 6        | 0        | 7        | 63    | 22    | 1     | 0        | 0     | 1     | 4     | 0     | 1     | 15    | 4        | .235  | .258     | .412     | .670  |
| 通算：18年 | 通算：18年                | 1314  | 3765  | 3459  | 436   | 923   | 130      | 11       | 171      | 1588  | 564   | 25    | 20       | 17    | 44    | 213   | 14    | 32    | 430   | 116      | .267  | .312     | .459     | .771  |

- 西鉄（西鉄ライオンズ）は、1973年に太平洋（太平洋クラブライオンズ）、1977年にクラウン（クラウンライターライオンズ）、1979年に西武（西武ライオンズ）に球団名を変更

### 表彰
- ベストナイン：1回 （1976年、指名打者部門）
- 月間MVP：1回 （1982年5月）
- 日本シリーズMVP：1回 （1983年）
- 日本シリーズ優秀選手賞：1回 （1982年）
- パ・リーグプレーオフMVP：1回 （1982年）

### 記録
初記録
- 初出場：1969年9月14日、対近鉄バファローズ21回戦（平和台球場）、9回裏に中井悦雄の代打として出場
- 初先発出場：1970年9月17日、対近鉄バファローズ24回戦（日生球場）、7番・左翼手として先発出場
- 初安打：1970年9月24日、対南海ホークス17回戦（平和台球場）、2回裏に村上雅則から
- 初打点：1970年10月4日、対東映フライヤーズ25回戦（後楽園球場）、8回表に岩崎清隆から
- 初本塁打：1970年10月11日、対南海ホークス25回戦（小倉球場）、8回裏に佐藤道郎から

節目の記録
- 100本塁打：1981年6月3日、対阪急ブレーブス前期11回戦（西京極球場）、4回表に関口朋幸から左越2ラン　※史上119人目
- 1000試合出場：1982年8月15日、対阪急ブレーブス後期9回戦（西武ライオンズ球場）、4番・指名打者として先発出場　※史上231人目
- 150本塁打：1984年7月27日、対阪急ブレーブス20回戦（阪急西宮球場）、9回表に行沢久隆の代打として出場、山沖之彦から左越ソロ　※史上73人目

その他の記録
- オールスターゲーム出場：3回 （1976年、1982年、1983年）

### 背番号
- 44 （1969年 - 1971年）
- 25 （1972年 - 1986年）
- 86 （1990年 - 1995年）
- 73 （2004年、2008年 - 2010年）

## 関連情報

### 出演
- BASEBALL SPECIAL〜野球道〜 - 解説者時代に出演していたフジテレビ系プロ野球中継の現行統一タイトル。
- 文化放送ライオンズナイター